# Pechora (Rusia)
Pechora (en ruso: Печора) es una ciudad de la república Komi, en el norte de Rusia. Está a 588 kilómetros de la capital de la república, Syktyvkar. La ciudad más cercana, a un centenar de kilómetros, es Usinsk. Se sitúa en la orilla derecha del río homónimo, en el punto de intersección del río con la línea de ferrocarril del Pechora (Konosha-Kotlas-Vorkutá). Es capital del raión de su mismo nombre. La ciudad tenía 46 662 habitantes en 2008. Está servida por el aeropuerto de Pechora, que está afiliado a la base militar del aire Pechora Kamenka.

## Geografía

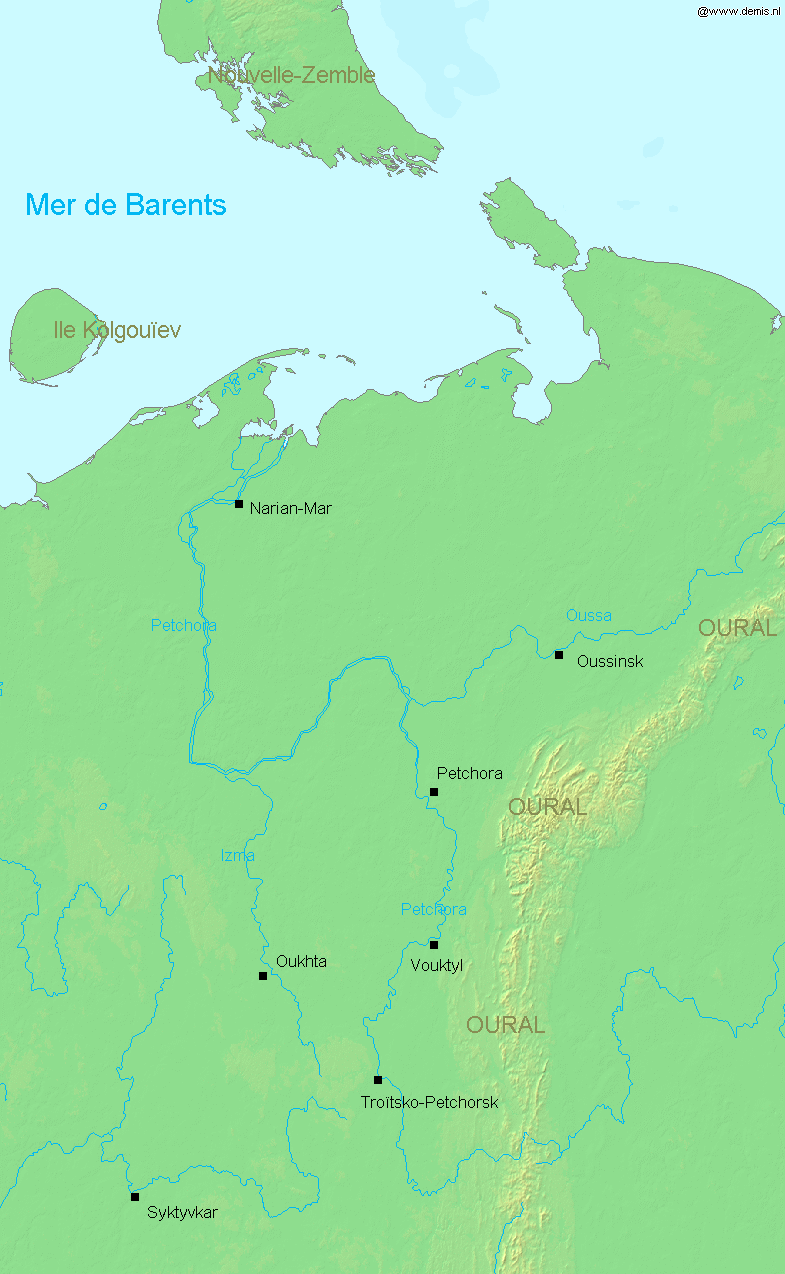
Mapa del río Pechora en el que aparece la ciudad de Pechora.

Pechora es una ciudad situada en una latitud próxima al círculo polar ártico, cerca de los montes Urales septentrionales. La ciudad ocupa un valle fluvial con terrazas. El relieve es poco pronunciado, estando su altitud comprendida entre los 42m y los 64m. En la región de Pechora se encuentran yacimientos de gas natural y de petróleo, así como de materias primas utilizadas en la industria de la construcción: grava, arena, piedra de construcción o arcilla refractaria para los ladrillos.
En la periferia de la ciudad encontramos suelos turbosos podzol, así como terrenos aluviales de praderas y ciénagas. La vegetación está constituida por una flora de pantano y de pradera propia de las zonas inundables. así como por bosques donde se mezclan coníferas y los abedules.
En la latitud a la que se encuentra Pechora, el periodo de las noches blancas durante el que la oscuridad no es completa dura 78 días, del 19 de mayo al 30 de agosto.

## Clima
Pechora se beneficia de un clima muy continental y subártico. El clima de Pechora pertenece, si uno se referiere a la Clasificación climática de Köppen : Dfc Clima temperado frío, clima húmedo y precipitaciones todo el año, verano corto y fresco. Los inviernos son muy fríos con temperaturas mínimas descendiendo frecuentemente por debajo de los -25 °C, y los veranos son bastante calurosos y breves con temperaturas máximas vecinas a los 21 °C. La nieve cubre el suelo una media de 196 días por año de finales de octubre a principios de mayo. La altura de la nieve puede alcanzar los 117 cm a mediados de invierno. Se cuentan 70 días por año sin hielo y el período de cruce activo de la vegetación dura 73.
- Temperatura récord fría: –56.0 °C (febrero de 1946)
- Temperatura récord calurosa: 34.9 °C (julio de 2002)
- Número medio de días con nieve al año : 184
- Número medio de días de lluvia al año : 125
- Número medio de días con tormenta en el año : 13
- Número medio de días con nevasca al año: 45

| Parámetros climáticos promedio de Pechora                                | Parámetros climáticos promedio de Pechora | Parámetros climáticos promedio de Pechora | Parámetros climáticos promedio de Pechora | Parámetros climáticos promedio de Pechora | Parámetros climáticos promedio de Pechora | Parámetros climáticos promedio de Pechora | Parámetros climáticos promedio de Pechora | Parámetros climáticos promedio de Pechora | Parámetros climáticos promedio de Pechora | Parámetros climáticos promedio de Pechora | Parámetros climáticos promedio de Pechora | Parámetros climáticos promedio de Pechora | Parámetros climáticos promedio de Pechora |
| Mes                                                                      | Ene.                                      | Feb.                                      | Mar.                                      | Abr.                                      | May.                                      | Jun.                                      | Jul.                                      | Ago.                                      | Sep.                                      | Oct.                                      | Nov.                                      | Dic.                                      | Anual                                     |
| ------------------------------------------------------------------------ | ----------------------------------------- | ----------------------------------------- | ----------------------------------------- | ----------------------------------------- | ----------------------------------------- | ----------------------------------------- | ----------------------------------------- | ----------------------------------------- | ----------------------------------------- | ----------------------------------------- | ----------------------------------------- | ----------------------------------------- | ----------------------------------------- |
| Temp. máx. abs. (°C)                                                     | 2.5                                       | 2.5                                       | 11                                        | 21.9                                      | 30.6                                      | 34.1                                      | 34.9                                      | 32.4                                      | 27.6                                      | 20                                        | 7.2                                       | 3.3                                       | 34.9                                      |
| Temp. máx. media (°C)                                                    | -16.3                                     | -12.4                                     | -1.2                                      | 2.1                                       | 8.3                                       | 18.6                                      | 21.8                                      | 16.3                                      | 9.9                                       | 0.7                                       | -8.1                                      | -11.5                                     | 2.4                                       |
| Temp. mín. media (°C)                                                    | -24.6                                     | -21.1                                     | -11.9                                     | -8.7                                      | -1.3                                      | 7.9                                       | 11                                        | 7.3                                       | 3.2                                       | -4.5                                      | -14.7                                     | -19.2                                     | -6.4                                      |
| Temp. mín. abs. (°C)                                                     | -54.7                                     | -56                                       | -44.7                                     | -35.7                                     | -23.3                                     | -5.6                                      | -0.1                                      | -3.1                                      | -9.5                                      | -33.9                                     | -43.3                                     | -52.5                                     | -56                                       |
| Precipitación total (mm)                                                 | 40                                        | 32                                        | 30                                        | 33                                        | 41                                        | 58                                        | 65                                        | 73                                        | 60                                        | 61                                        | 49                                        | 46                                        | 588                                       |
| Fuente: El clima en Pechora (en °C y mm, medios mensuales)'Pogoda.ru.net |                                           |                                           |                                           |                                           |                                           |                                           |                                           |                                           |                                           |                                           |                                           |                                           |                                           |

## Demografía
| 1959   | 1970   | 1979   | 1989   | 1992   | 2002   | 2008   |
| ------ | ------ | ------ | ------ | ------ | ------ | ------ |
| 30 600 | 41 000 | 56 400 | 64 700 | 65 400 | 48 700 | 46 662 |

## Historia
En 1940-41 se inicia la construcción de una ciudad obrera, así como una estación ferroviaria del ferrocarril del Pechora (abierta oficialmente en 1950) y un puerto fluvial. La ciudad fue construida por prisioneros del Sitio de Leningrado. De hecho, la ciudad es un antiguo gulag. En Pechora estaba situado el centro administrativo nórdico de la redención por el trabajo de Pechora. Hubo hasta 59.000 prisioneros en este campo, que dejó de funcionar en 1959.

## Economía y tráfico
La ciudad cuenta con una central termoeléctrica (propiedad de la Empresa de Energía OGK-3). Es también un importante punto de intercambio para el tráfico de carga entre el tren y los barcos. Aquí, entre otras cosas, el carbón de los trenes se carga en el río. Cerca del puerto fluvial, hay un astillero. Asimismo se ha promovido la industria del petróleo en toda la zona de Pechora, que se manda por oleoducto a Yaroslavl. Cuenta con un aeropuerto regional.